# UR–67
Az UR–67 (oroszul: УР–67 – установка разминирования, magyar átírásban: usztanovka razminyirovanyija, magyarul: aknamentesítő eszköz) szovjet aknamentesítő jármű, amelyet az 1960-as évek végén rendszeresítettek a Szovjet Hadseregben. A reaktív aknamentesítő berendezés a felhasznált robbanóanyag által keltett lökéshullám segítségével semmisítette meg az aknákat.

## Története
Az aknamentesítő rendszert az 1960-as évek közepén fejlesztették ki a Cseljabinszki Traktorgyár (CSTZ) tervezőirodájában a BTR–50PK páncélozott szállító járművet alapul véve. Sorozatgyártása 1967–1978 között folyt a CSTZ-nél. Később a csapatoknál az 1978-ban megjelent UR–77 váltotta fel.
A Szovjet Hadseregben a műszaki zászlóaljaknál rendszeresítették. Az eszköz feladata a harckocsiaknákból felépített aknamezőkön átjáró nyitása volt. A Szovjetunióban kivont eszközök egy része később Irakba került.

## Jellemzői
Az aknamentesítő eszköz robbanóanyagot használ az aknák megsemmisítéséhez. A robbanóanyag az eszköz működtetése nyomán lökéshullámot kelt, amely a harckocsiaknák gyújtóit a rájuk  gyakorolt mechanikai hatás révén működtetik. Az eszközt alapvetően harckocsiaknák megsemmisítésére fejlesztették ki, de gyalogsági aknák ellen is használható. A berendezés nem biztosít teljes aknamentesítést és más elven működő gyújtók (pl. mágneses gyújtó) vagy kettőzött gyújtó esetén nem használható.
A reaktív aknamentesítő berendezés egy rakétát, továbbá egy ehhez rögzített, robbanóanyaggal töltött tömlőt tartalmaz. Az elindított rakéta maga után húzza a tömlőt. Miután a rakéta a teljes tömlőt kihúzta és az a földre zuhan, a detonátora tömlőben elhelyezett robbanóanyagot felrobbantja. A tömlő hossza 83 m. A robbanóanyag 6 m-es sávban biztosítja a harckocsiaknák megsemmisítését. Így az eszközzel egy 80x6 m-es téglalap alakú területen lehetséges az aknamentesítés.
Az UR–67-es aknamentesítő járműhöz az UZ–67-es aknamentesítő töltetet használták, ahol a tömlő összesen 665 kg trotilt tartalmazott több szegmensben elhelyezve. A szegmensek csavaros kötéssel rögzíthetők. A tömlő közepén a mechanikai terhelést felvevő kábel húzódik végig. A járműhöz a később rendszeresített újabb aknamentesítő töltetek, az UZP–72 és az UZP–77 is használható. Utóbbit az UR–77-es aknamentesítő járműhöz fejlesztették ki. Ezekkel 90 m-es kivetési távolság érhető el. A töltet kihúzásához a DUP–67-es szilárd hajtóanyagú rakétahajtóművet használják. Több hajtómű együtt, tandem elrendezésben összeépítve is használható. Egy hajtóművel a töltet 200 m-es távolságba vethető ki.
Az aknamentesítő jármű alapjául a BTR–50PK úszóképes lánctalpas páncélozott szállító jármű szolgál. A jármű műszaki paraméterei nagyrészt megegyeznek az alapul vett jármű jellemzőivel. A tölteteket kivető rakéta a páncéltest tetején elhelyezett indítósínről indítható. Az aknamentesítő töltet a deszanttérben található. Ebből  két készletet lehet elhelyezni konténerben.
A jármű kezelőszemélyzete három fő (vezető, fegyveroperátor, parancsnok). Az aknamentesítési folyamat során a kezelőszemélyzet a járműben, védett körülmények között helyezkedik el.
Egy teljes aknamentesítési ciklus időigénye 3–5 perc. A jármű újratöltése 30–40 percet vesz igénybe.
A jármű fegyverzetét egy darab, állványra szerelhető 7,62 mm-es SZGMB vagy PKMB típusú géppuska alkotja. Az alapjárműhöz hasonlóan egy R–113 harckocsirádióval rendelkezik.